# Phaeosaces apocrypta
Phaeosaces apocrypta är en fjärilsart som beskrevs av Edward Meyrick 1885i. Phaeosaces apocrypta ingår i släktet Phaeosaces och familjen praktmalar, Oecophoridae. Inga underarter finns listade i Catalogue of Life.